# Dendropaemon batrachites
Dendropaemon batrachites är en skalbaggsart som beskrevs av Blut 1939. Dendropaemon batrachites ingår i släktet Dendropaemon och familjen bladhorningar. Inga underarter finns listade i Catalogue of Life.